# Zhang Nan (sportiv)
Zhang Nan (n. 30 aprilie 1986, Beijing, Republica Populară Chineză) este o gimnastă artistică ce a reprezentat Republica Populară Chineză, medaliată olimpică. A participat la o ediție a Jocurilor Olimpice (2004) în care a câștigat o medalie de bronz.